# Cathédrale Saint-Élie de Beyrouth
Cette  cathédrale ne doit pas être confondue avec une autre cathédrale de Beyrouth.
 D’autres cathédrales portent le nom de cathédrale Saint-Élie.
La cathédrale Saint-Élie est la cathédrale melkite catholique de Beyrouth. Située dans le centre-ville, elle est dédiée à saint Élie[Lequel ?]. Elle ne doit pas être confondue avec la cathédrale Saint-Élie-et-Saint-Grégoire-l'Illuminateur, de rite arménien catholique.
Entièrement restaurée après la guerre de 1975-1990, elle est de style byzantin.

## Histoire
Un monastère de moines choueirites avec son église dédiée à saint Élie est construit à la fin du XVIIIe siècle, après la rupture entre les melkites orthodoxes et les melkites catholiques.
L'ensemble monastique est reconstruit entre 1847 et 1849 sous l'épiscopat de Mgr Agapios Riachi, avec l'actuelle cathédrale à trois nefs, de style byzantin, l'intérieur combinant des éléments baroques et orientaux. Pendant la première moitié du XXe siècle, l'extérieur de la cathédrale a été restauré deux fois, en 1901, puis dans les années 1940. La construction dans les années 1930 de l'immeuble des Assicurazioni Generali de style Art déco bloque désormais la vue de la cathédrale vers la place de l'Étoile.
L'édifice a été gravement endommagé pendant la guerre de 1975-1990 et a mis plusieurs années à être restauré après la guerre. La cathédrale n'est à nouveau consacrée qu'en décembre 2010, après vingt-huit ans de travaux. L'entrée principale par la façade occidentale a été restaurée, tandis que les appartements de  l'évêque ont été remplacés par le clocher-tour et par une grande salle. On a découvert pendant les travaux un péristyle de l'Antiquité romaine.
C'est ici que furent célébrées les funérailles de Mgr Grégoire Haddad, surnommé l'« évêque rouge », le 27 décembre 2015.

## Sources
- Les lieux de culte au Liban, Ministère du Tourisme, Beyrouth
- Informations obtenues auprès de l'évêché